# Márius Charizopulos
Márius Charizopulos (* 9. listopadu 1990, Nitra, Československo) je slovenský fotbalový záložník s řeckými kořeny, od července 2015 hráč klubu FC Nitra. Jeho starší bratranec Tomáš Kóňa je také fotbalista, hraje na postu záložníka či obránce.

## Klubová kariéra
Svoji fotbalovou kariéru začal v FC Nitra, odkud v průběhu mládeže přestoupil do ČFK Nitra, kde se později propracoval do prvního týmu. V roce 2010 přestoupil do týmu FK Spartak Vráble. V létě 2012 podepsal smlouvu s FK Slovan Duslo Šaľa. V zimním přestupovém období sezony 2013/14 odešel do FC ViOn Zlaté Moravce. 

V červenci 2015 se vrátil do FC Nitra. Po sezóně 2016/17 postoupil s týmem do 1. slovenské ligy na úkor bankrotujícího klubu FC VSS Košice, vítěze 2. slovenské ligy v ročníku 2016/17.